# Slieve Commedagh
Lo Slieve Commedagh (in gaelico irlandese Sliabh Coimhéideach) è un monte situato nella contea di Down, Irlanda del Nord. L'altitudine di 767 metri lo rende il secondo monte più alto dell'Irlanda del Nord, dopo lo Slieve Donard e anche della più ampia provincia dell'Ulster.
Lo Slieve Commedagh si trova a nord-ovest dello Slieve Donard, monte a cui è uniti mediante un passo di montagna. Sulla sommità del monte c'è una piccola torre di pietra, che è parte del Mourne Wall.
Il massiccio del Commedagh comprende anche le cime di Slievecorragh (a est), Shan Slieve, Slievenamaddy e Slievenabrock (a nord).

## Galleria d'immagini

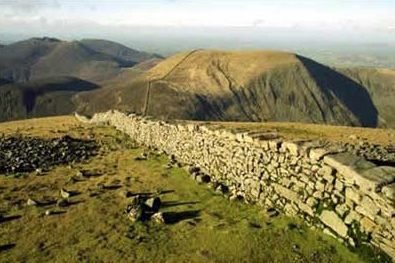
Slieve Commedagh col Mourne Wall visti dalla cima dello Slieve Donard
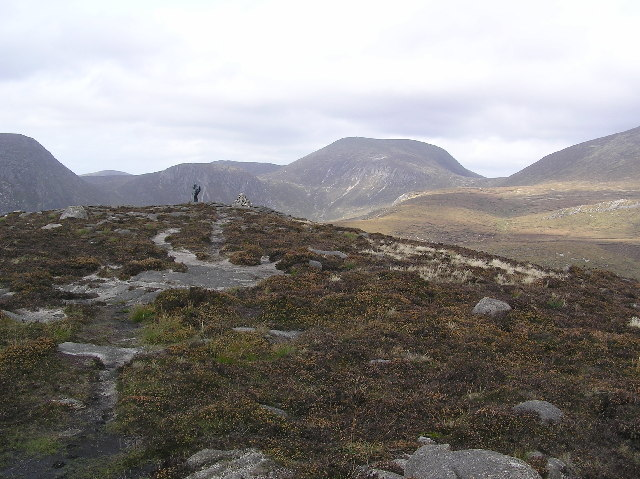
Slieve Commedagh (in mezzo) da sud
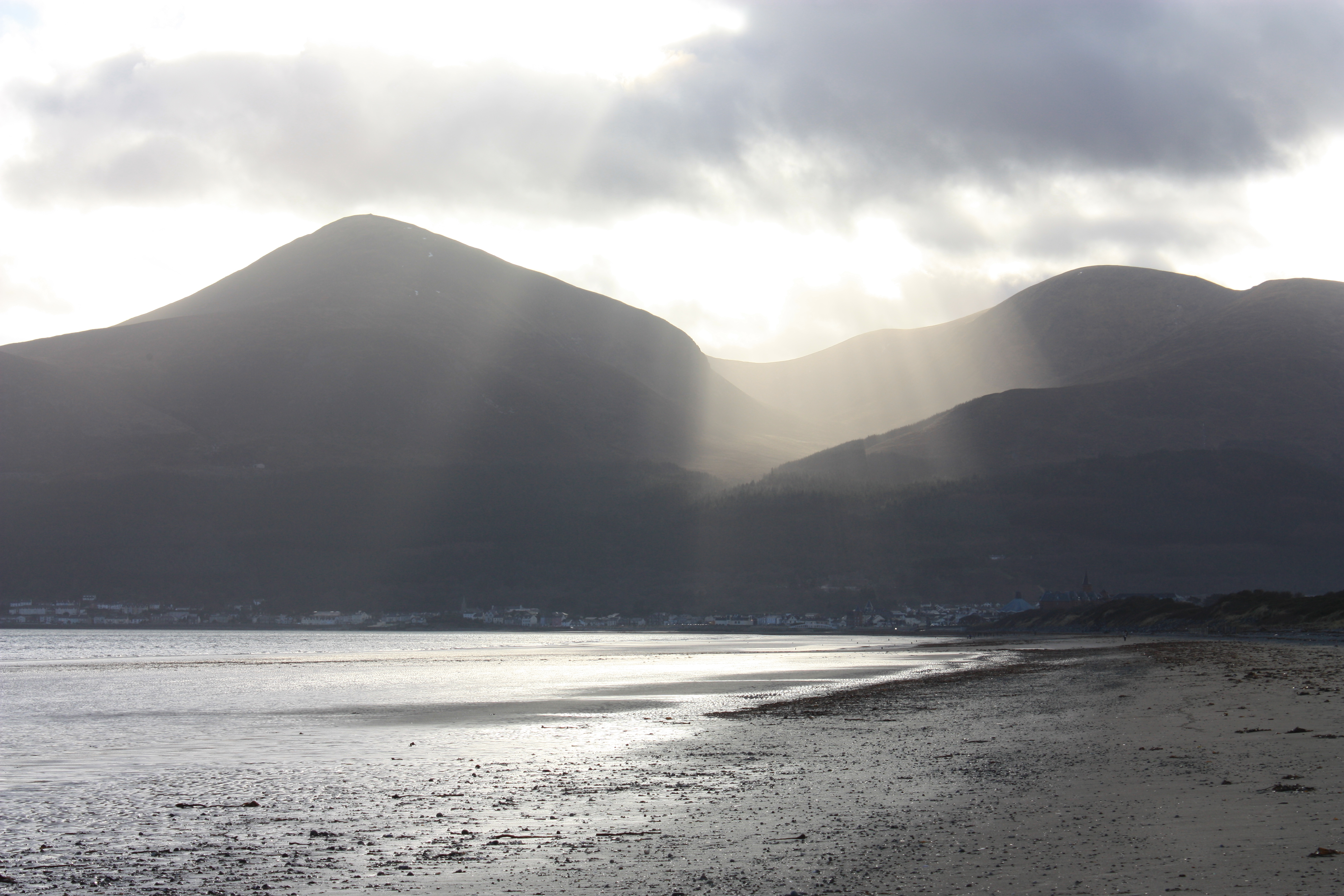
Slieve Commedagh (a destra) visto da Murlough Beach